# Штирлиц. Попытка к бегству
«Штирлиц. Попытка к бегству» — камерный мюзикл по роману Юлиана Семёнова Семнадцать мгновений весны, поставлен в Москве арт-группой «Гиперион», первая постановка — в 2014 году.

## История спектакля
Мюзикл «вырос» из нескольких песен, изначально сочинённых Михаилом Капустиным и исполнявшихся на различных концертах и встречах, как «песни из ненаписанного мюзикла о штандартенфюрере фон Штирлице». Сюжет спектакля основан на произведении Юлиана Семёнова, однако не является его римейком.
Премьера состоялась 18 мая 2014 года в помещении книжного клуба-магазина «Гиперион». Эта площадка является основным местом показа спектакля

## Сюжет
Начало 1945 года. Провокатор Клаус приходит к штандартенфюреру гестапо Штирлицу и сообщает, что отправил донос на пастора Шлага, в связи с его антифашистскими настроениями. Штирлиц неожиданно убивает Клауса, после чего встречается с пастором Шлагом и рассказывает ему о доносе. Оказывается, Штирлиц — внедрённый советский агент, и ему необходимо проследить за процессом сепаратных переговоров Германии, для чего пастор должен поехать в Швейцарию. Ранее пастор отказывался это делать, но теперь, в связи с появившимся доносом, вынужден ехать, чтобы избежать ареста. Пастор догадывается, что визит провокатора был подстроен Штирлицем, но соглашается ехать.

Штирлиц испытывает душевные метания: с одной стороны, он высокопоставленное лицо в структуре РСХА, с другой — человек, вынужденный поступиться моральными принципами ради выполнения поставленных задач.

Пастор Шлаг благополучно попадает в Швейцарию, а тем временем радисты Штирлица, Эрвин и Кэт попадают под бомбёжку Берлина союзниками. Эрвин погибает, а Кэт в бессознательном состоянии доставляют в специзолятор гестапо, где она рожает двойню. Через некоторое время Кэт с детьми удаётся бежать с помощью охранника Германа.

Штирлиц остался без связи, поэтому вынужден послать профессора Плейшнера с шифровками в Швейцарию. Профессор, позабыв о конспирации, попадает в засаду и вынужден покончить с собой, чтобы не раскрыть Штирлица.

Тем временем выясняется, что шеф гестапо Мюллер неприятно много знает о секретных делах Штирлица и, возможно, уже раскрыл его.

Штирлиц, разыскав полубезумную Кэт, увозит её в Швейцарию, где встречается с пастором Шлагом. Шлаг рассказывает Штирлицу всё, что удалось узнать о сепаратных переговорах. Штирлиц отправляет по швейцарским каналам в Центр доклад. В ответ ему присылают личного связного, который сообщает ему новое задание — возвращаться в Германию и продолжать свою работу. То есть, фактически, на смерть, поскольку Штирлиц уже раскрыт.

## Список номеров спектакля
1. Увертюра
2. Зазывалы
3. Провокатор Клаус
4. Диалог Штирлица и Пастора
5. Что мне делать теперь?
6. Швейцария
7. Колыбельная Эрвина
8. Воздушные асы
9. Ты должен выполнить миссию
10. Ответ Плейшнера
11. Колыбельная Кэт
12. Старина Мюллер
13. Бежать!
14. Ария Пастора
15. Смерть Плейшнера
16. Нет связи
17. Подайте бедной радистке
18. Перевербовал
19. Я не могу больше любить свою Родину
20. Пастор Шлаг
21. Эй, прохожий, постой!
22. Связной
23. Штандартенфюрер танцует танго
24. Титры

## Авторы и постановка
Текст и музыка: Михаил Капустин (номер «Ария Пастора» — Игорь Белый).

Аранжировки: Михаил Капустин, Наталья Тарвердян.

Постановка: Арт-группа «Гиперион»

Музыканты: Наталья Тарвердян (клавиши), Михаил Грайфер (гитара), Юрий Широков (бас-гитара), Алексей Киселёв (перкуссия).
Музыканты другого состава: Михаил Капустин (гитара), Юлия Буганкова (клавиши), Павел Крикунов (клавиши), Анатолий Сорочинский (бас-гитара), Георгий Перетятый / Родион Костин (перкуссия).
Свет: Борис Богданов / Павел Крикунов / Наталья Воронцова.

Звук: Алексей Кравченко / Сергей Кутанин / Александр Крамер.

Хормейстеры: Ирина Самодурова / Ольга Ксендзовская / Юлия Буганкова.

Реквизит: Александр Спиридонов.

Оформление и монтаж сцены: Ольга Хорошутина, Александр Комаров.

Билетная и справочная служба: Аркадий Флитман.

Камеры и видеомонтаж: Алексей Дудатий.

Сайт и полиграфия: Игорь Белый.

Заведующий постановочной частью передвижной версии: Юрий Орлов.

Координатор: Ася Анистратенко / София Техажева.

## Актёрский состав

### Премьерный актёрский состав
- Штирлиц — Олег Городецкий
- Мюллер — Марат Манашков
- Радистка Кэт — Мария Гескина
- Пастор Шлаг — Игорь Белый
- Профессор Плейшнер — Алексей Ушаровский
- Юстас — Игорь Лазарев
- Радист Эрвин — Николай Сбытов
- Связной — Борис Богданов
- Провокатор Клаус — Алексей Дзевицкий
- Голос за кадром — Александр Спиридонов

### Актёры других составов
Михаил Капустин, Павел Крикунов, Виталий Кульбакин, Кирилл Вибе, Александр Анистратенко, Сергей Гринберг, Мария Штох, София Техажева, Александр Воронцов.

## Гастроли
Обнинск, ДК ФЭИ — 26 апреля 2015
Санкт-Петербург, творческое пространство "Имаджинариум" — 20-21 июня 2015
Ногинск (показ на фестивале "Платформа 2015") — 4 июля 2015
Мюнхен (показ на XV фестивале имени В.Шнейдера), культурный центр "GOROD" — 31 октября 2015
Владимир (в рамках фестиваля "Бу!фест 2015"), творческая мастерская "Ёшкин кот" — 14 ноября 2015
Санкт-Петербург, театр "Остров" — 13-14 июня 2016

## Критика
Мюзикл высоко оценен зрителями, в том числе известным бардом и актёром Алексеем Иващенко:
Ребята, это один из самых крутых мюзиклов Москвы, он вот здесь, на этой площадке происходит. Называется «Штирлиц. Попытка к бегству». Придите, посмотрите.
писателем Леонидом Кагановым:
В общем, совершенно невозможно описать словами, что это. Это — такое. И его очень советую посмотреть.
певицей и актрисой Лидией Чебоксаровой:
У «Штирлица», безусловно, есть будущее, он не оставляет равнодушным, это отличный материал. Это именно то, что можно внимательно и с удовольствием слушать, ловить каждое слово, не отвлекаясь ни на секунду. Редкое ощущение. Всем очень советую.